# Hydnora
Hydnora, holoparazitni biljni rod iz porodice Aristolochiaceae, dio potporodice Hydnoroideae.
Odlikuje se često masivnim korijenskim sustavom koji se širi bočno od biljke domaćina. Cvjetovi krupni, pojedinačni, 3–5-dijelni, mesnati, dvospolni ili jednospolni. 
Postoji 6 vrsta u Africi, Madagaskaru i Arapskom poluotoku.

## Vrste
1. Hydnora abyssinica A.Br.
2. Hydnora africana Thunb.
3. Hydnora esculenta Jum. & H.Perrier
4. Hydnora sinandevu Beentje & Q.Luke
5. Hydnora triceps Drège & E.Mey.
6. Hydnora visseri Bolin, E.Maass & Musselman